# Běh Terryho Foxe

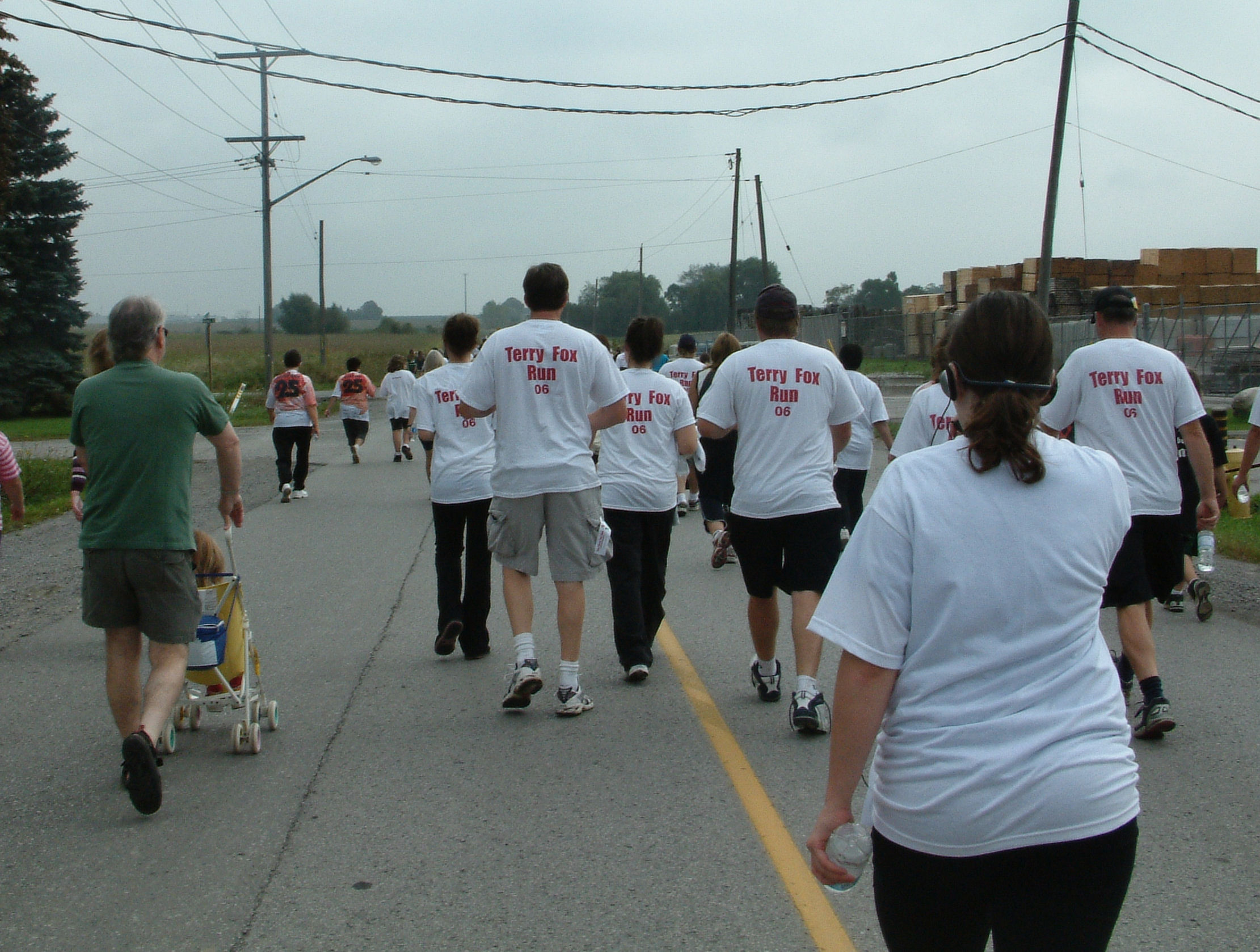
Běh Terryho Foxe v Kanadě

Běh Terryho Foxe je celosvětová sportovní událost, pořádaná na počest kanadského atleta Terryho Foxe, který onemocněl rakovinou a byla mu amputována jedna noha. S umělou nohou běžel v roce 1980 takzvaný Maraton naděje – za 143 dnů uběhl 5 382 km přes celou Kanadu. Chtěl vybrat 25 000 000 USD na výzkum léčby rakoviny. V srpnu 1981, krátce po smrti Terryho Foxe, uspořádal kanadský podnikatel Isadore Sharp, jehož čtvrtý syn též zemřel na rakovinu, první ročník Běhu Terryho Foxe, jehož výdělek věnoval na výzkum boje proti rakovině. V roce 2002 se již tato událost konala v 53 zemích světa.

## Běh Terryho Foxe v České republice
Po roce 1989 se tento běh začal konat také v České republice. Do roku 2007 probíhal pod původním názvem, poté byl přejmenován na Běh naděje. Nadace Terryho Foxe v Torontu totiž neumožnila české straně akci dále pořádat, neboť zavedla pro mezinárodní běhy pravidla, kterým nebylo možné vyhovět, pořadatelé si měli mj. zajistit pojištění odpovědnosti za škody ve výši milionu kanadských dolarů (téměř 20 milionů korun).